# Duello rusticano
Duello rusticano (Dos forasteros) è un dipinto a olio su muro trasportato su tela (123×266 cm) del pittore spagnolo Francisco Goya, realizzato nel 1820-1821 e conservato al museo del Prado di Madrid.

## Descrizione
L'opera raffigura un duello rusticano tra due popolani che, con armi di fortuna, si scontrano con violenza grezza ed immediata: i due, infatti, tentano di percuotersi con dei bastoni, consapevoli che lo scontro terminerà solo dopo la morte di uno di loro. I duelli rusticani erano assai diffusi all'inizio XIX secolo in Catalogna ed Aragona: Goya, tuttavia, non intende indagare il lato folcloristico del soggetto (seppur macabro), bensì vuole esaltarne il lato monumentale e simbolico, con i due uomini sanguinanti che, nel desolato paesaggio delle sierras - luogo che allude alla prigionia e alla fatalità - combattono una lotta feroce e rituale, istintivamente mossi da quell'atavico sentimento umano volto alla distruzione e alla supremazia. I due cercano di colpirsi con freddezza e le loro fisionomie rivelano una monumentalità primordiale, e una furia talmente cieca e gratuita che è aliena alla dimensione umana e ricorda piuttosto «il battito delle onde del mare, il ritmico ronzio delle mosche su una carcassa che si decompone» (Borghesi).
Completata nel 1821, l'opera faceva inizialmente parte delle Pitture Nere tracciate sui muri perimetrali del pianterreno della Quinta del Sordo, casa di campagna dove Goya si era stabilito nel 1819. Il Duello rusticano, oggi esposto nel museo del Prado a Madrid, versa purtroppo in un pessimo stato di conservazione, dovuto alle tecniche rudimentali alle quali fu sottoposto quando venne strappato dalla parete e trasportato sulla tela: l'intervento, infatti, fu condotto in maniera assolutamente superficiale, tanto che confronti fotografici ed esami radiografici confermano notevoli perdite di colore e, soprattutto, la mutilazione delle gambe al di sotto del ginocchio delle due figure, inizialmente presenti.